# Savigneux (Ain)
Savigneux ist eine französische Gemeinde mit 1.459 Einwohnern (Stand 1. Januar 2022) im Département Ain in der Region Auvergne-Rhône-Alpes. Sie gehört zum Arrondissement Bourg-en-Bresse und zum Kanton Villars-les-Dombes.

## Geografie
Die Gemeinde Savigneux liegt am Westrand der Seenlandschaft Dombes, zwölf Kilometer östlich von Villefranche-sur-Saône und 40 Kilometer nördlich von Lyon. Das Gemeindegebiet wird vom Flüsschen Formans durchquert.

## Bevölkerungsentwicklung
| Jahr                       | 1962 | 1968 | 1975 | 1982 | 1990 | 1999 | 2011 | 2021 |
| -------------------------- | ---- | ---- | ---- | ---- | ---- | ---- | ---- | ---- |
| Einwohner                  | 452  | 455  | 449  | 621  | 792  | 875  | 1213 | 1449 |
| Quellen: Cassini und INSEE |      |      |      |      |      |      |      |      |

## Sehenswürdigkeiten
- spätmittelalterliches Schloss Juis (Château de Juis) aus dem 14. Jahrhundert, gänzlich aus rotem Backstein gebaut, Monument historique
- romanische Kirche Saint Laurent aus dem 12. Jahrhundert mit bemerkenswertem Glockenturm und mit Symbolen dekoriertem Schieferdach.[1]
- um das Jahr 1000 gegründete Priorat von Montberthoud – ein Ableger der Abtei Cluny und fast ganz zerstört; erhalten geblieben ist nur ein Teil der Fassade, die in ein neueres Gebäude eingegliedert wurde.

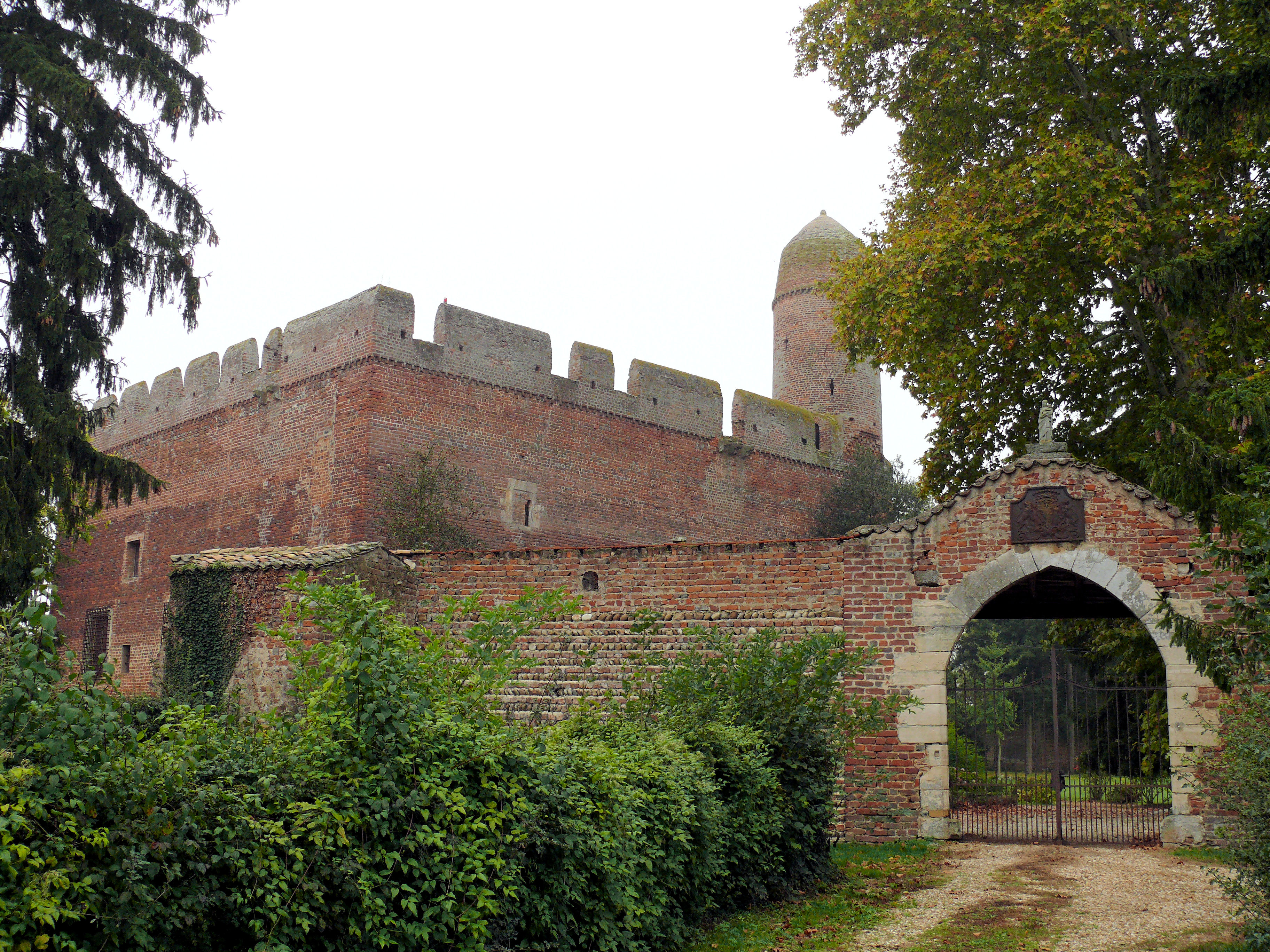
Château de Juis
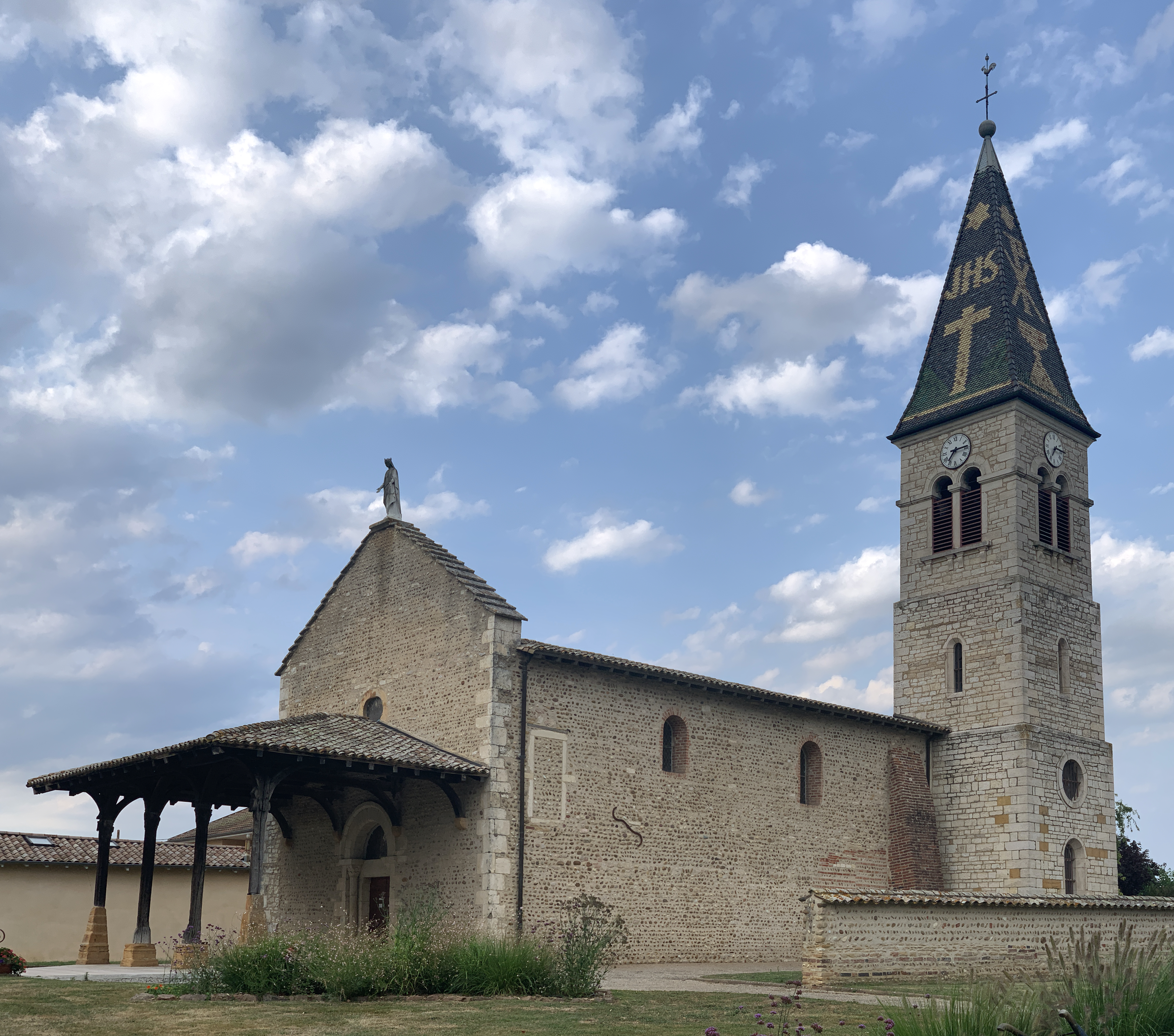
Kirche Saint Laurent
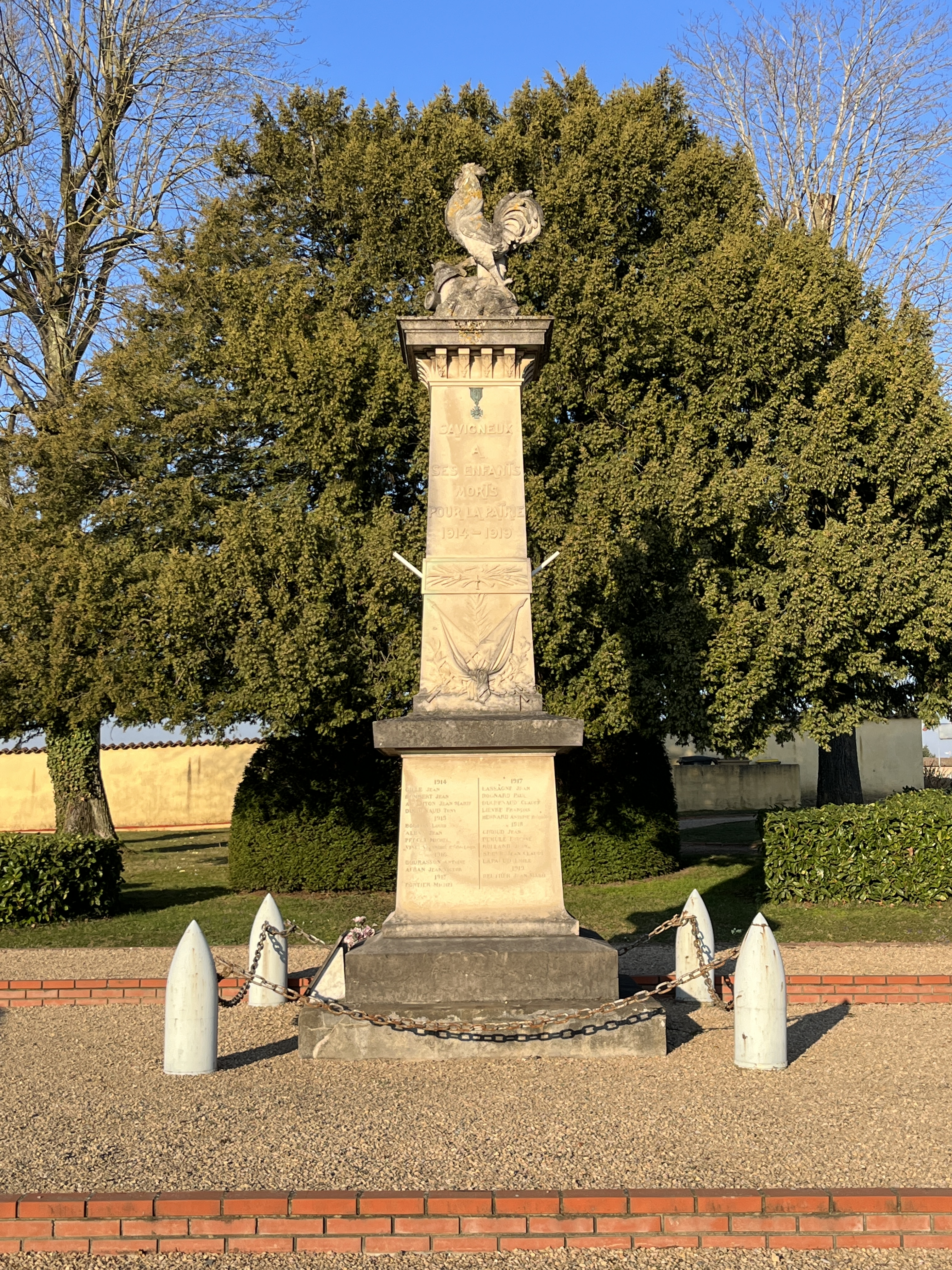
Gefallenendenkmal